# Raurkela
Raurkela là một thành phố và khu đô thị của quận Sundargarh thuộc bang Orissa, Ấn Độ.

## Địa lý
Raurkela có vị trí 22°12′B 84°53′Đ / 22,2°B 84,88°Đ Nó có độ cao trung bình là 228 mét (748 feet).

## Nhân khẩu
Theo điều tra dân số năm 2001 của Ấn Độ, Raurkela có dân số 224.601 người. Phái nam chiếm 54% tổng số dân và phái nữ chiếm 46%. Raurkela có tỷ lệ 75% biết đọc biết viết, cao hơn tỷ lệ trung bình toàn quốc là 59,5%: tỷ lệ cho phái nam là 81%, và tỷ lệ cho phái nữ là 69%. Tại Raurkela, 12% dân số nhỏ hơn 6 tuổi.